# Toro Rosso STR8
A Toro Rosso STR8 egy Formula–1-es versenyautó, amelyet a Scuderia Toro Rosso versenyeztetett a 2013-as Formula–1 világbajnokságon. Pilótái az előző évben is a csapatnál versenyző Jean-Éric Vergne, és Daniel Ricciardo voltak. Ez volt a csapat utolsó szívómotoros autója a turbókorszak előtt.

## Áttekintés
A Toro Rosso ennek az idénynek a végén szakított a Ferrarival, amely szinte a kezdetektől a motorpartnere volt (habár ebben az évben is, csakúgy, mint az előzőekben, a tavalyi motor továbbfejlesztett változatát kaphatták csak meg). Ennek megfelelően a csapat mérsékelten jó eredményeket tudott csak elérni, legjobb eredményük Vergne kanadai hatodik helye volt. Kettejük közül mégis Ricciardo volt az, aki több pontot szerzett, mellyel a csapat konstruktőri nyolcadikként zárta az idényt.

## Eredmények
(Táblázat értelmezése)

(Félkövér: pole-pozícióból indult; dőlt: leggyorsabb kört futott) 

| Év   | Csapat              | Motor            | Gumik | Pilóták          | Futamok | Futamok | Futamok | Futamok | Futamok | Futamok | Futamok | Futamok | Futamok | Futamok | Futamok | Futamok | Futamok | Futamok | Futamok | Futamok | Futamok | Futamok | Futamok | Pontok | Helyezés |
| Év   | Csapat              | Motor            | Gumik | Pilóták          | AUS     | MAL     | CHN     | BHR     | ESP     | MON     | CAN     | GBR     | GER     | HUN     | BEL     | ITA     | SIN     | KOR     | JPN     | IND     | ABU     | USA     | BRA     | Pontok | Helyezés |
| ---- | ------------------- | ---------------- | ----- | ---------------- | ------- | ------- | ------- | ------- | ------- | ------- | ------- | ------- | ------- | ------- | ------- | ------- | ------- | ------- | ------- | ------- | ------- | ------- | ------- | ------ | -------- |
| 2013 | Scuderia Toro Rosso | Ferrari Tipo 056 | P     | Jean-Éric Vergne | 12      | 10      | 12      | KI      | KI      | 8       | 6       | KI      | KI      | 12      | 12      | KI      | 14      | 18†     | 12      | 13      | 17      | 16      | 15      | 33     | 8.       |
| 2013 | Scuderia Toro Rosso | Ferrari Tipo 056 | P     | Daniel Ricciardo | KI      | 18†     | 7       | 16      | 10      | KI      | 15      | 8       | 12      | 13      | 10      | 7       | KI      | 19†     | 13      | 10      | 16      | 11      | 10      | 33     | 8.       |

† Kiesett, de a verseny 90%-át teljesítette, így teljesítményét értékelték.

## Forráshivatkozások
1. ↑  Toro Rosso: niente doppio fondo e sospensione pull (olasz nyelven). it.motorsport.com, 2015. május 14. (Hozzáférés: 2023. szeptember 19.)
2. ↑  http://www.theaustralian.com.au/news/sport/ricciardo-earns-toro-rosso-ride/story-e6frg7mf-1226222609044